# Lorena Olavarría
Lorena Catalina Olavarría Baeza (Melipilla, 9 de agosto de 1990) es una técnico jurídico, gestora cultural, cantautora y política chilena. Militante del Frente Amplio, ejerció como alcaldesa de Melipilla entre junio de 2021 y diciembre de 2024 y es la primera alcaldesa mujer, feminista y perteneciente a la comunidad LGBTQ+ de la comuna, así como también la primera alcaldesa chilena abiertamente lesbiana.

## Biografía
Nació en Melipilla (provincia de Melipilla) en 1990. Estudió en el Colegio Melipilla, en donde participó de la Orquesta del Colegio Melipilla. Luego estudió Técnico Jurídico en la institución de educación superior Duoc UC, donde fue delegada de la generación de su carrera.

## Carrera política
En 2010, a sus 19 años, fue coordinadora territorial a nivel comunal de la campaña presidencial de Marco Enríquez-Ominami. En las elecciones municipales de 2016, fue candidata independiente a concejala por el Partido Ecologista Verde de la coalición Poder Ecologista y Ciudadano.
El 2017, fue encargada territorial provincial de la campaña de Paola Palacios como consejera regional por la provincia de Melipilla. Finalmente, fue elegida como alcaldesa de su comuna en las elecciones municipales de 2021 con el 30,01% (10 079 votos). Asumió su cargo el 28 de junio, misma fecha que el Día Internacional del Orgullo LGBT.
En 2022 fue elegida como presidenta de la Asociación de Municipalidades de la Zona Central y Costa (AMUCC) por el periodo 2022-2024.

## Historial electoral

### Elecciones municipales de 2016
- Elecciones municipales de 2016, para el concejo municipal de Melipilla[8]

| Candidato                  | Pacto                        | Partido | Votos | %    | Resultado |
| -------------------------- | ---------------------------- | ------- | ----- | ---- | --------- |
| Javier Ramírez González    | Chile Vamos                  | UDI     | 2150  | 7,69 | Concejal  |
| Juan González Alarcón      | Nueva Mayoría                | PDC     | 1999  | 7,15 | Concejal  |
| Claudio Martínez Medina    | Nueva Mayoría                | PS      | 1773  | 6,34 | Concejal  |
| Daniel Jerez Jerez         | Nueva Mayoría                | PPD     | 1702  | 6,08 | Concejal  |
| José Guerra Silva          | Nueva Mayoría                | PPD     | 1609  | 5,75 | Concejal  |
| Alexander Henríquez Armijo | Chile Vamos                  | RN      | 1596  | 5,71 | Concejal  |
| Daniel Domínguez González  | Nueva Mayoría                | PDC     | 1311  | 4,69 | Concejal  |
| Ramón Mallea Santibañez    | Nueva Mayoría                | PDC     | 1133  | 4,05 |           |
| Fernando Pérez Aguirre     | Chile Vamos                  | UDI     | 1001  | 3,58 | Concejal  |
| Pamela Acuña Armijo        | Chile Vamos                  | RN      | 986   | 3,52 |           |
| Carla Meza Carrasco        | Nueva Mayoría                | Ind.    | 828   | 2,96 |           |
| Marcela Hernández Toro     | Chile Vamos                  | UDI     | 814   | 2,91 |           |
| Alfredo Vicuña Correa      | Chile Vamos                  | RN      | 785   | 2,81 |           |
| Sergio Romero Verdugo      | Nueva Mayoría                | PS      | 756   | 2,70 |           |
| Vicente Santis Negrete     | Chile Vamos                  | UDI     | 754   | 2,70 |           |
| Lorena Olavarría Baeza     | Poder Ecologista y Ciudadano | Ind.    | 706   | 2,52 |           |

### Elecciones municipales de 2021
- Elecciones municipales de 2021 para la alcaldía de Melipilla[9]

| Candidato              | Pacto                        | Partido | Votos  | %     | Resultado |
| ---------------------- | ---------------------------- | ------- | ------ | ----- | --------- |
| Lorena Olavarría Baeza | Frente Amplio                | CS      | 10.079 | 30,01 | Alcaldesa |
| Juan González Alarcón  | Unidos por la Dignidad       | PDC     | 8.173  | 24,34 |           |
| Iván Campos Aravena    | Chile Vamos                  | Ind.    | 7.531  | 22,43 |           |
| Álvaro Tobar Gómez     | Ecologistas e Independientes | PEV     | 2.406  | 7,16  |           |
| Claudio Zúñiga Cortés  | Independiente                | Ind.    | 5.392  | 16,06 |           |